# Šaanši
Šaanši (poenostavljeno kitajsko: 陕西; tradicionalno kitajsko: 陝西; pinjin: Shaanxi; izgovorjava v mandarinščini: [ʂàn.ɕí] (); alternativno Šensi) je kopenska provinca v Ljudski republiki Kitajski. Uradno je del severozahodne kitajske in meji na Šanši (SV, V), Henan (V), Hubej (JV), Čongčing (J), Sečuan (JZ), Gansu (Z), Ningšjo (SZ) in Notranjo Mongolijo (S).
Šaanši pokriva površino več kot 205.000 kvadratnih kilometrov, kjer živi približno 37 milijonov ljudi. Šjan - ki vključuje mesta nekdanjih kitajskih prestolnic Fenghao in Čang'an - je glavno mesto province in največje mesto na severozahodu Kitajske ter tudi eno najstarejših mest na Kitajskem in najstarejše od štirih velikih starodavnih prestolnic. Šjan je bil poleg tega glavno mesto dinastij Zahodni Džov, Zahodni Han, Džin, Sui in Tang. Druga prefekturna mesta na katera je razdeljena provinca, so Ankang, Baodži, Handžong, Šangluo, Tongčuan, Vejnan, Jan'an in Julin.
Šaanši je geografsko razdeljen na tri dele, in sicer severni, osrednji in južni Šaanši. Severni Šaanši (ali "Šaanbej") sestavlja jugovzhodni del Ordosove planote in v glavnem obsega dve prefekturni mesti Julin in Jan'an na severni Veliki puhlični planoti, ki sta od puščave Ordos in travinj mesta Ordos v Notranji Mongoliji ločeni z Velikim Mingovim zidom. Osrednji Šaanši (ali "Šaandžong") je znan tudi kot regija Guandžong in obsega porečje spodnjega dela reke Vej vzhodno od Long Šana in severno od gorovja Činling, kjer prebiva večina prebivalstva Šaanšija. Južni Šaanši (ali "Šaannan") obsega tri prefekturna mesta na robu zgodovinske regije Bašu južno od gorovja Činling in vključuje tri gorska mesta Handžong, Ankang in Šangluo. Skupaj z območji sosednjih provinc Šanši in Henan tvori zibelko kitajske civilizacije.
Velika večina prebivalstva Šaanšija je Kitajcev Han. Mandarinščina se v glavnem govori v Šaanšiju, vključno z džongjuan mandarinščino in jugozahodno mandarinščino; govori se tudi druga sorta kitajščine, Džin.
Šaanši ima 15. največje kitajsko gospodarstvo in je glede na BDP uvrščen nekje na sredini med kitajskimi provincami. Sektor fosilnih goriv in visoke tehnologije sta dve največji industrijski panogi v provinci Šaanši. Sektor visoke tehnologije vključuje letalsko in vesoljsko industrijo, Šaanši pa proizvaja več kot 50 % opreme za raziskave in razvoj ter proizvodno opremo za domačo industrijo komercialnega letalstva v državi.